# Conquête de la Californie
Batailles
m
- Révolte du drapeau à l'ours
- Sonoma
- Olómpali
- Monterey
- Yerba Buena
- San Diego
- Santa Barbara
- Los Angeles
- Chino
- Rancho Domínguez
- Natividad
- San Pasqual
- Santa Clara
- Río San Gabriel
- La Mesa
- Traité de Cahuenga

La conquête de la Californie, également connue sous le nom de conquête de la Haute-Californie ou campagne de Californie, est une campagne militaire de la guerre américano-mexicaine menée de 1846 à 1847 par les États-Unis en Haute-Californie (aujourd'hui la Californie), alors une partie du Mexique. Le conflit prend fin lors de la signature du traité de Cahuenga par les chefs militaires Californios et Américains.

## Contexte

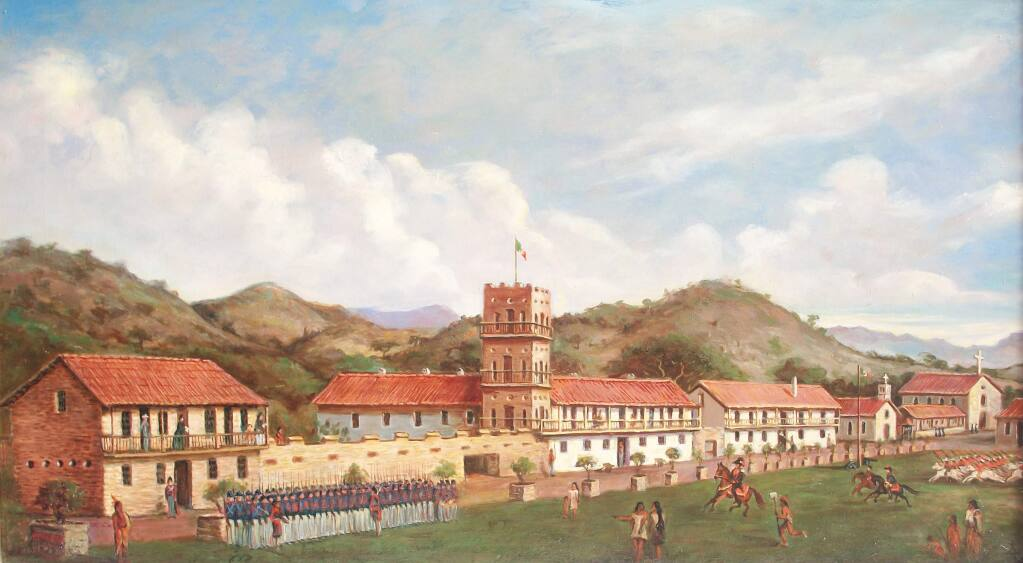
Le général Mariano Guadalupe Vallejo passe en revue ses troupes à Sonoma, 1846

La guerre entre les États-Unis et le Mexique est déclarée le 13 mai 1846, mais il faut près de trois mois pour la déclaration du Congrès parvienne à la côte Pacifique. Le consul américain Thomas O. Larkin, en poste dans le pueblo de Monterey, s'inquiéte de la possibilité croissante d'une guerre et s'efforce d'empêcher une effusion de sang entre les Américains et la petite garnison militaire mexicaine du Presidio de Monterey, commandée par José Castro.
Le capitaine de l'armée américaine John C. Frémont, lors d'une expédition d'enquête du Corps des ingénieurs topographiques de l'armée américaine traverse la chaîne de la Sierra Nevada en décembre 1845 avec environ 60 hommes bien armés. Ils atteignent le territoire de l'Oregon en mai 1846, lorsque Frémont reçoit la nouvelle que la guerre entre le Mexique et les États-Unis était imminente.

### La révolte du drapeau à l'ours

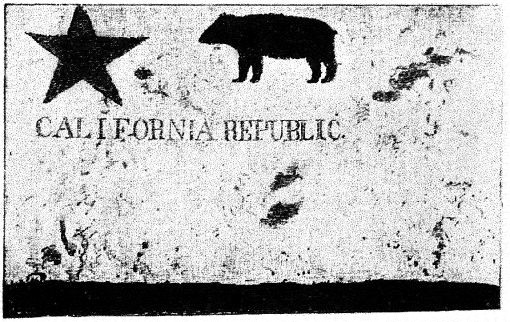
Le drapeau à l'ours de Californie, hissé pour la première fois lors de la révolte du drapeau à l'ours

Le 14 juin 1846, la révolte du Bear Flag a lieu lorsque quelque 30 rebelles, principalement des pionniers américains, organisent une révolte en réponse aux menaces d'expulsion du gouvernement et s'emparent de la petite garnison mexicaine de Sonoma Barracks, dans le pueblo de Sonoma au nord de la baie de San Francisco. Là, ils forment la république de Californie, créent le « drapeau à l'ours » et le hissent sur Sonoma. Onze jours plus tard, des troupes dirigées par Frémont, qui agit de sa propre autorité, arrivent du fort de Sutter pour soutenir les rebelles. Aucun gouvernement n'est organisé, mais la révolte du drapeau de l'ours fait désormais partie du folklore de l'État. Le drapeau actuel de l'État de Californie est basé sur ce drapeau à l'ours original et continue d'afficher les mots « république de Californie ».

## Californie du Nord

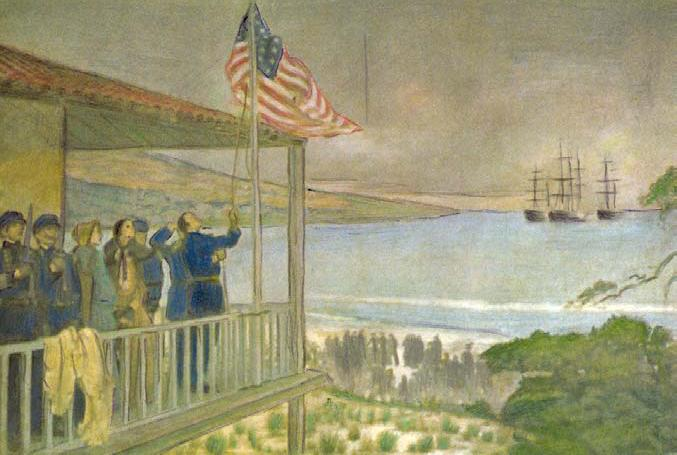
Les forces armées hissant le drapeau américain sur la douane de Monterey après leur victoire à la bataille de Monterey

Avant la guerre américano-mexicaine, les préparatifs d'un éventuel conflit ont conduit à renforcer considérablement l'escadron américain du Pacifique jusqu'à ce qu'il dispose de près de la moitié des navires de la marine américaine. Comme il fallait de 120 à plus de 200 jours pour naviguer depuis les ports de l'Atlantique sur la côte est, par le cap Horn, jusqu'aux ports du Pacifique dans les îles Sandwich, puis jusqu'à la côte ouest continentale, ces déplacements devaient être effectués bien avant tout conflit éventuel pour être efficaces. Au début, sans port américain dans le Pacifique, les navires de l'escadron opéraient à partir de navires de ravitaillement qui fournissaient des fournitures navales, achetaient de la nourriture et obtenaient de l'eau dans les ports d'escale locaux des îles Sandwich et sur la côte du Pacifique. Leurs ordres étaient, après avoir déterminé « hors de tout doute » que la guerre avait été déclarée, de capturer les ports et les villes de Haute-Californie.
Le commodore John Drake Sloat, commandant de l'escadron du Pacifique, informé du déclenchement des hostilités entre le Mexique et les États-Unis, ainsi que de la révolte de Bear Flag à Sonoma, ordonne à ses forces navales d'occuper les ports du nord de la Haute-Californie. Les navires de Sloat déjà dans le port de Monterey, l'USS Savannah, USS Cyane et USS Levant, capturent la capitale de la Haute-Californie lors de la bataille de Monterey le 7 juillet 1846, sans tirer un seul coup de feu. Deux jours plus tard, le 9 juillet, USS Portsmouth, qui a accosté à Sausalito, capture Yerba Buena (aujourd'hui San Francisco) lors de la bataille de Yerba Buena, encore une fois sans tirer un seul coup de feu. Le 15 juillet, Sloat transfère son commandement au commodore Robert F. Stockton, un chef beaucoup plus agressif. Des nouvelles convaincantes d'un état de guerre entre les États-Unis et le Mexique sont alors déjà parvenues à Stockton. Les 400 à 650 marines et bluejackets (marins) de l'escadron du Pacifique de Stockton constituent la plus grande force terrestre américaine en Californie. Le reste des troupes de Stockton sont nécessaires à la manœuvre des navires.
Pour compléter cette force restante, le commodore Stockton ordonne au capitaine John C. Frémont, dans le cadre de du travail d'arpentage mené par le Corps des ingénieurs topographes de l'armée américaine, de recruter 100 volontaires en plus du bataillon californien qu'il avait organisé plus tôt. Il en recrute 160, ce qui dépasse ses attentes. Les volontaires doivent agir principalement comme forces d'occupation pour soulager les marines et les marins de Stockton. Le noyau du Bataillon de Californie est composé d'environ 30 militaires et 30 éclaireurs, gardes, anciens trappeurs de fourrures, Indiens, géographes, topographes et cartographes de la force d'exploration de Frémont, qui est rejointe par environ 150 Bear Flaggers. Les marines, marins et milices américains prennent facilement le contrôle des villes et des ports du nord de la Californie ; en quelques jours, ils contrôlent Monterey, San Francisco, Sonoma, Sutter's Fort, New Helvetia et d'autres petits pueblos du nord de la Haute-Californie. Presque tous sont occupés sans qu’un coup de feu ne soit tiré. Certains pueblos et ports du sud soont également rapidement occupés, sans effusion de sang.

## Californie du Sud

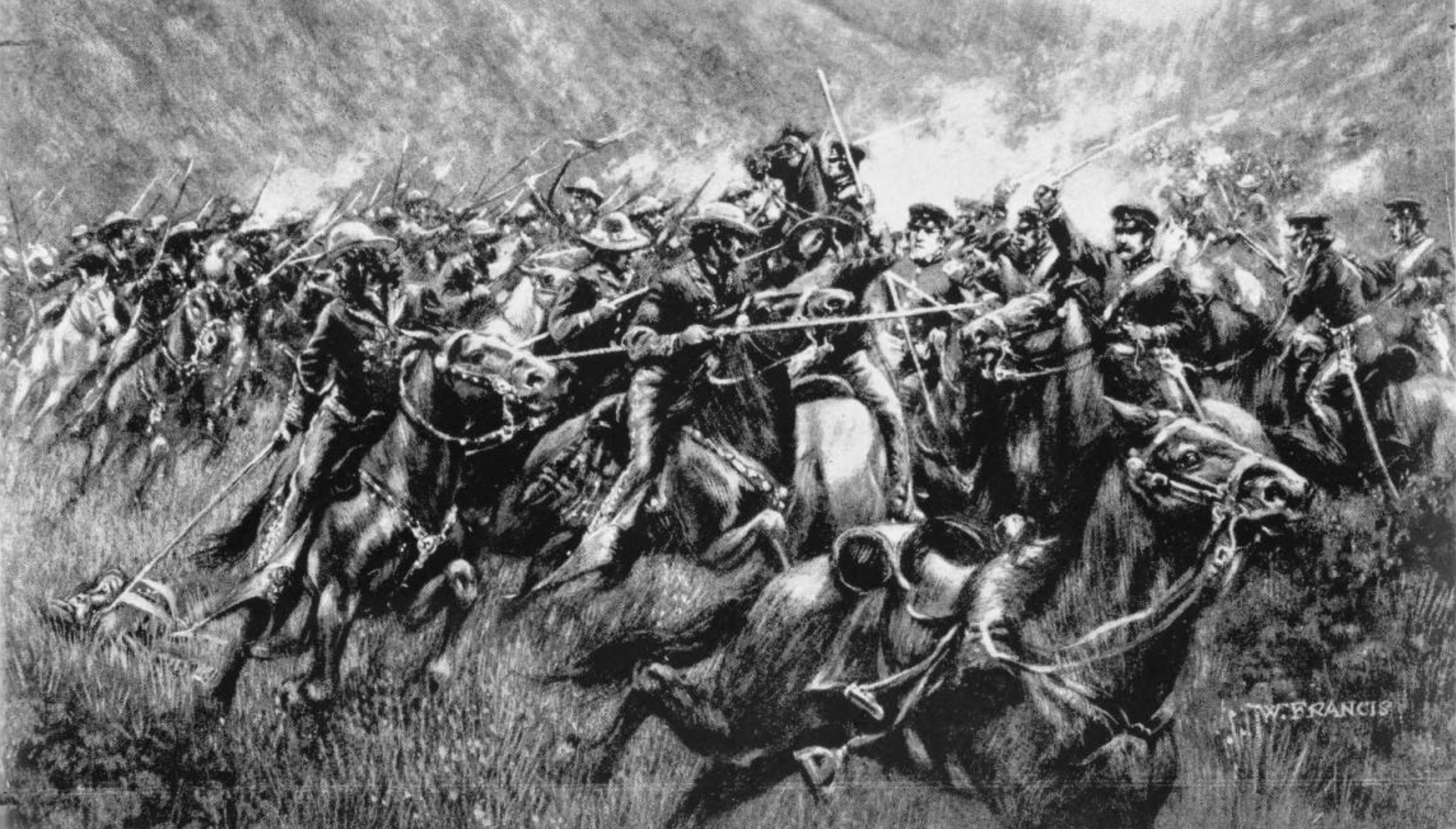
La Charge des cavaliers montre les lanciers Californios è la bataille de San Pasqual

### Les Californios et la guerre
Avant l'occupation américaine, la population espagnole et mexicaine de Haute-Californie est d'environ 1 500 hommes et 6 500 femmes et enfants connus sous le nom de Californios. Beaucoup vivent dans ou à proximité du petit Pueblo de Los Angeles (aujourd'hui Los Angeles). De nombreux autres Californiens vivent dans l'un des 455 ranchos de Haute-California, qui courent un peu plus de 8,6 millons d'acres (35 000 km2), presque tous accordés par les gouverneurs espagnols puis mexicains avec une moyenne d'environ 18 900 acres (76 km2) chacun.
La plupart des quelque 800 immigrants américains et autres sont principalement des hommes adultes qui vivent dans la moitié nord de la Californie. Ils approuvent la rupture avec le gouvernement mexicain et n'opposent qu'une résistance symbolique, voire aucune, aux forces de Stockton et de Frémont.

### Siège de Los Angeles
En Californie du Sud, le général mexicain José Castro et le gouverneur de Haute-Californie Pío Pico fuient le Pueblo de Los Angeles avant l'arrivée des forces américaines. Le 13 août 1846, lorsque les forces de Stockton entrent à Los Angeles sans résistance, la conquête presque sans effusion de sang de la Californie semble terminée. La force de 36 personnes que Stockton a laissée à Los Angeles est trop petite et imposait un contrôle tyrannique sur les citoyens. Le 29 septembre, lors du siège de Los Angeles, les Californios indépendants, sous la direction de José María Flores, forcent la petite garnison américaine à se retirer dans le port. Peu de temps après, le 8 octobre, 200 hommes envoyés en renfort par Stockton et dirigés par le capitaine de la marine américaine William Mervine sont repoussés lors de le bataille de Dominguez Rancho sur Rancho San Pedro qui dure une heure, avec quatre Américains tués.
Fin novembre, le général Stephen W. Kearny, avec un escadron de 100 dragons, atteint finalement le fleuve Colorado, à la frontière californienne actuelle, après une marche épuisante à travers la province de Santa Fe de Nuevo México et le désert de Sonora. Puis, le 6 décembre, ils se battent au cours d'une bataille bâclée d'une demi-heure à San Pasqual à l'est du pueblo de San Diego. Vingt-et-un des soldats de Kearny sont tués lors de l'engagement, ce qui constitue plus grand nombre de victimes américaines au cours des batailles de la campagne de Californie.
Stockton sauve les forces encerclées de Kearny et, avec leur force combinée totalisant 660 soldats, ils se déplacent vers le nord depuis San Diego, entrant dans le bassin de Los Angeles le 8 janvier 1847. Ce jour-là, ils combattent les Californios lors de la bataille du Rio San Gabriel et le jour suivant, la bataille de La Mesa. Le dernier corps important des Californios se rend aux forces américaines le 12 janvier, marquant la fin des hostilités en Haute-Californie.

## Conséquences

### Traité de Cahuenga
Le Traité de Cahuenga est signé le 13 janvier 1847 et met pour l'essentiel fin aux hostilités en Haute-Californie. Le traité est rédigé en anglais et en espagnol par José Antonio Carrillo et approuvé par le général de brigade américain John C. Frémont et le général californien Andrés Pico à Campo de Cahuenga dans le col de Cahuenga à Los Angeles. Il est ensuite ratifié par les supérieurs de Frémont, le commodore Robert F. Stockton et le général (breveté) Stephen Kearny.

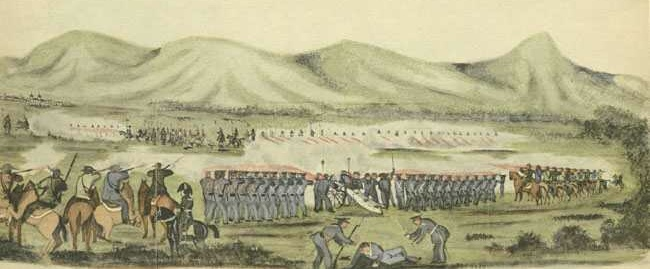
La bataille de Santa Clara de 1847, le seul engagement majeur à avoir eu lieu dans la région de la baie

### Campagne de la Côte pacifique
En juillet 1846, le colonel Jonathan D. Stevenson de New York reçoivent l'ordre de lever un régiment de volontaires de dix compagnies de 77 hommes chacune pour se rendre en Californie, étant entendu qu'ils se rassembleraient et resteraient en Californie. Ils sont désignés comme 1er régiment de volontaires de New York et sont participent à la campagne de la côte du Pacifique. En août et septembre 1846, le régiment s'entraîne et se prépare pour le voyage en Californie.
Trois navires marchands privés, le Thomas H Perkins, le Loo Choo et le Susan Drew, sont affrétés et le sloop USS Preble se voit confier l'accompagnement du convoi. Le 26 septembre, les quatre navires embarquent pour la Californie. Cinquante hommes laissés sur place pour diverses raisons naviguent à partir du 13 novembre 1846 sur le USS Brutus. Le Susan Drew et le Loo Choo atteignent Valparaíso, au Chili, le 20 janvier 1847, et repartent le 23 janvier. Le Perkins ne s'arrête pas avant d'arriver à San Francisco le 6 mars 1847. Le Susan Drew arriva le 20 mars et le Loo Choo le 26 mars 1847, 183 jours après avoir quitté New York. Le Brutus arrive finalement le 17 avril.
À la suite de désertions et de décès pendant le transit, les quatre navires amènent 648 hommes en Californie. Les compagnies sont ensuite déployées dans toute la Haute- et la Basse-Californie, sur la péninsule de Basse-Californie (capturée par la Marine puis rendue plus tard au Mexique), de San Francisco à La Paz. Le navire Isabella quitte Philadelphie le 16 août 1846 avec un détachement d'une centaine de soldats et arrive en Californie le 18 février 1847, à peu près au même moment où le navire Sweden arrive avec un autre détachement de soldats. Ces soldats sont ajoutés aux compagnies existantes du 1er régiment de volontaires de New York de Stevenson. Ces troupes ont essentiellement repris la quasi-totalité des responsabilités militaires et de garnison terrestres de l'escadron du Pacifique ainsi que les tâches de garnison du Bataillon de Californien.
En janvier 1847, le lieutenant William Tecumseh Sherman et une centaine de soldats réguliers de l'armée américaine arrivent à Monterey. Les forces américaines en préparation continuent à affluer vers la Californie.
Bataillon Mormon
Le bataillon mormon sert juillet 1846 à juillet 1847 pendant la guerre américano-mexicaine. Le bataillon est une unité de volontaires composée de 534, à 559 hommes appartenant à l'Église des saints des derniers jours, dirigés par des officiers de compagnie mormons et commandés par des officiers supérieurs réguliers de l'armée américaine. Au cours de son service, le bataillon effectue une marche épuisante de quelque 1 900 milles de Council Bluffs, en Iowa, à San Diego. Cela reste l’une des marches militaires les plus longues de l’histoire des États-Unis.
Le bataillon mormon arrive à San Diego le 29 janvier 1847. Pendant les cinq mois suivants jusqu'à sa libération le 16 juillet 1847, à Los Angeles, le bataillon s'entraîne et effectue des tâches de garnison dans plusieurs endroits du sud de la Californie. Les membres démobilisés du bataillon mormon aident à construire une scierie pour John Sutter lorsque de l'or y est découvert en janvier 1848, déclenchant la ruée vers l'or en Californie.

### Traitéy de Guadalupe Hidalgo
Le traité de Guadalupe Hidalgo, signé en février 1848, marque la fin de la guerre américano-mexicaine. Aux termes du traité, le Mexique a officiellement cédé la Haute-Californie ainsi que ses autres territoires du nord à l'est jusqu'au Texas, recevant US$15 000 000 en échange. Ce territoire en grande partie non peuplé constituait près de la moitié du territoire du Mexique, mais seulement 1 % de sa population d'environ 4 500 000 habitants,.

### Génocide en Californie
La conquête et l'intégration officielle de la Californie aux États-Unis déclenchent un génocide contre les peuples autochtones de Californie. Le gouvernement fédéral des États-Unis et le gouvernement de l’État de Californie nouvellement créé incitent, aident et financent la violence contre les Amérindiens, notamment des massacres, un génocide culturel et un esclavage forcé,,,,,,. Le 6 janvier 1851, lors de son discours sur l'état de l'État devant le Sénat de Californie, le premier gouverneur Peter Burnett déclare : « Il faut s'attendre à ce qu'une guerre d'extermination continue d'être menée entre les races jusqu'à ce que la race indienne s'éteigne. Nous ne pouvons pas anticiper ce résultat mais avec un regret douloureux, le destin inévitable de la race est au-delà du pouvoir ou de la sagesse de l'homme pour l'éviter »,,. Entre 1846 et 1873, on estime que les non-autochtones ont tué entre 9 492 et 16 094 autochtones de Californie. Des centaines, voire des milliers de personnes sont également affamées ou travaillent jusqu'à en mourir. Les actes d’esclavage, d’enlèvement, de viol, de séparation et de déplacement d’enfants sont monnaie courante. Ces actes sont encouragés, tolérés et perpétrés par les autorités de l’État et les milices.

## Chronologie des événements
| Date                 | Événements liés à la conquête de la Californie par les États-Unis |
| -------------------- | --- |
| 1816                 | Thomas W. Doak, de Boston, MA, devient le premier anglo-américain à s'installer en Californie espagnole après son arrivée dans la baie de Monterey à bord de son voilier l'Albatros. Il est baptisé à la mssion San Carlos en 1816 sous le nom de Felipe Santiago, et est employé à la mission San Juan Bautista en 1818. |
| 9 avril 1822         | Un comité composé de Californios vote en faveur du rattachement au premier Premier Empire du mexicain dirigé par l'empereur Iturbide, dirigé depyuis la ville de Mexico et qui a récemment obtenu son indépendance. |
| 1823                 | L'anglo-américain John Rogers Cooper s'installe en Californie mexicaine. Il arrive à Monterey à bord de son bateau le Rover. C'est le demi-frère de Thomas O'Larkin. |
| 4 oct. 1824          | Le Mexique dissout sa monarchie et forme la Première République mexicaine. La nouvelle constitutino de 1824 divise les Californies en deux provinces: la Haute- et la Basse-Californie au niveau de la ligne Palóu. |
| 27 Nov. 1826         | Le trappeur américain Jedediah Smith arrive à la Mission San Gabriel. Le groupe de Smith devient le premier anglo-américain à voyager en Californie par la terre à partir des États-unis. Il a été détenu à San Diego par le gouverneur Echeandía en pour être entrer illégalement en Haute-Californie, Mexique. Echeandía lui a odronné de partir par le même chemin qu'à l'aller. Une fois à distance de la présence espagnole, Smith s'est mis à voyager dans la Vallée Centrale de Californie à la recherche de la rivière légendaire Buenaventura. Smith quitte finalement par le col Ebbetts au printemps 1827, devenant le premier non-autochtone à traverser les chaine de montagnes de la Sierra Nevada. |
| 19 sept. 1827        | Jedediah Smith lance une deuxième expedition californienne arrive à la mission San José. Il retrouve ses hommes après une attaque autochtone dans le désert du Mojave. Il a été arrêté une nouvelle fois par le gouverneur Echeandía pour être entré illégalement au Mexique. Le gouverneur le libère une nouvelle fois après que quelques résidents anglophones de Californie se soient portés garants. Smith reçoit une nouvelle fois l'ordre de partir et de ne jamais revenir en Californie. Une nouvelle fois, il reste en Californie à des endroits où la présence espagnole était moindre. Il explore le nord de la vallé de la vallée de Sacramento et quitte la Californie par l'Oregon. |
| 12 jan. 1828         | Le traité de 1828 sur les frontières est signé le 12 janvier. à Mexico. Le traité reconnait la frontière américano-mexicaine qui avait été établie par traité d'Adams-Onis signé en 1819 entre l'Espagne et les États-unis. |
| 1829                 | Abel Stearns, un commerçant américain, s'installe dans le Pueblo de Los Angeles, Alta Californie, en 1829 et devient un important propriétaire terrien et éleveur de bétail, et l'un des plus riches citoyens de la région. |
| 31 jan. 1830         | Antonio Armijo arrive à la mission San Gabriel, établissant une route terrestre entre les provinces mexicaines du Nouveau-Mexique et de la Haute-Californie. Son itinéraire, le plus méridional et le plus direct, est connu sous le nom de Route Armijo de l'Ancienne Sentier Espagnol. |
| 11 juil. 1830        | Le trappeur américain Ewing Young entre en Californie en suivant les traces de Jebidiah Smith. Après qu'un responsable mexicain l'a rencontré en train de piéger dans la Vallée Centrale, il est convoqué à la Mission San José, où il est arrive le 11 juillet. Young vend ses peaux de fourrure à San Francisco et à Los Angeles, pour finalement retourner à Taos, au Nouveau-Mexique. Il s'est imposé comme l'un des Américains les plus riches du territoire mexicain lors de ses affaires commerciales entre le Nouveau-Mexique et la Californie,. |
| début 1831           | William Wolfskill quitte Taos, Nouveau-Mexique, en septembre 1830 avec un groupe de montagnards dont George C. Yount. Lorsqu'ils arrivent en Californie du Sud au début de 1831 (en empruntant le sentier que Jedediah Smith avait tracé à travers le désert de Mojave), Wolfskill et Yount se rendent sur la côte pour chasser la loutre de mer. Wolfskill retourne finalement en Californie du Sud tandis que Yount a décide d'aller vers le nord et les deux se séparent. Yount s'installe dans la Napa Valley. Ils ont ouvert la migration américaine vers l’ouest, jusqu’en Californie. |
| avril 1832           | Thomas O. Larkin s'installe en Haute-Californie. Son demi-frère aîné, l'homme d'affaires pionnier de Haute-California John Rogers Cooper, l'invite à le rejoindre, propulsant Larkin vers le succès et la richesse. Larkin a été le seul consul américain en Haute-Californie à l'époque mexicaine et a été secrètement impliqué dans les projets américains d'annexion de la Californie aux États-unis. |
| 1833                 | Le fort de Brent est construit à la frontière entre le Mexique et les États-Unis, à côté de la rivière Arkansas. Le fort était la seule colonie permanente anglo-américaine majeure sur le sentier de Santa Fe entre le Missouri et les colonies mexicaines. Il fut détruit en 1849. |
| automne 1833         | Benjamin Bonneville mène une expédition américaine dans la région du Grand Lac Salé. Il envoie Joseph R. Walker diriger une expédition auxiliaire en Californie mexicaine où il atteint Half Moon Bay le 20 novembre. Walker découvre une route le long de la rivière Humboldt à travers l'actuel Nevada, ainsi que le col Walker à travers la Sierra Nevada. Le chemin est devenu plus tard connu sous le nom de piste de Californie, la principale route pour les immigrants vers la Californie. De nombreuses spéculations ont entouré la motivation de Bonneville pour envoyer Walker en Californie. Certains historiens ont émis l'hypothèse que Bonneville tentait de jeter les bases d'une éventuelle invasion de la Californie, qui faisait alors partie du Mexique, par l'armée américaine. |
| 14 fév. 1834         | Joseph Walker Party quitte la Californie après avoir campé pour l'hiver avec l'autorisation du gouverneur de Californie, José Figueroa. Le groupe Walker a rendez-vous avec Bonneville dans l'Utah et le rejoint le 12 juillet. |
| 6 avril 1834         | Thomas O. Larkin a un fils, Thomas Oliver, Jr., né à Monterey le 13 avril 1834, premier enfant blanc né de parents américains en Californie[réf. nécessaire]. La mère de l'enfant Rachel Hobson Holmes fut la première femme américaine en Californie. |
| 6 août 1835          | Le président américain Andrew Jackson envoie Anthony Butler à Mexico pour négocier l'achat des provinces mexicaines du Texas, du Nouveau-Mexique et de la Haute-California, ce que le gouvernement mexicain refuse. Jackson a tenté d'acheter la Californie à deux reprises. |
| 15 déc. 1835         | Le général Antonio López de Santa Anna prend le pouvoir lors d'un coup d'État et transforme le Mexique en un État unitaire. Les territoires de Haute- et de Basse-Californie et de Baja California sont fusionnés sous le nom de Départment des Californies Département de Las Californias dans le cadre des réformes entreprises sous les Sept Lois formalisées sous Santa Anna. |
| 3 nov. 1836          | Le gouverneur par intérim de la Californie, Nicolás Gutiérrez, envoyé par le gouvernement centraliste mexicain, est évincé par les Californiens locaux après un coup de canon. Ils mettent à sa place le Californio Juan Bautista Alvarado. |
| 7 nov. 1836          | Juan Bautista Alvarado a dirige un mouvement indépendantiste californien contre le Mexique centraliste. La Haute-California rédige une nouvelle constitution et déclare son indépendance le 7 novembre. Alvarado déclare que l'Alta California est libre et qu'elle rompt ses relations avec le Mexique jusqu'à ce qu'elle cesse d'être opprimée. Les deux gouvernements trouvent une solution pour résoudre le problème. Le Mexique n'a pas reconnu l'indépendance et a plutôt négocié que le territoire californien soit transformé en départements, donnant ainsi plus d'autonomie aux Californios. Le Mexique mandate Alvarado pour qu'il reste gouverneur de Haute-Californie. |
| 17 jan 1837          | Le président mexicain Antonio López de Santa Anna arrive Washington DC, après sa libération par le général texan Houston, pour demander la médiation des États-Unis entre le Texas et le Mexique. Dans l'attente de sa demande, ou après qu'elle ait été formulée, Jackson rédige les conditions générales selon lesquelles ce gouvernement assumerait cette entreprise: si le Mexique prolonge la ligne des États-Unis jusqu’au Rio Grande, en remontant ce cours d’eau jusqu’à la latitude 38 nord, puis jusqu’au Pacifique, y compris le nord de la Californie, pour 3,5 millions de dollars. |
| 1839                 | L'anglo-américain John L. O'Sullivan écrit des articles sur ce qui devient la base de la Destinée Manifeste. |
| août 1839            | John Sutter commence la construction du Fort Sutter sur les rives de l'American River, près de Sacramento. Dans les années 1840, Fort Sutter devint la plus grande concentration d'Anglo-Américains en Californie mexicaine. |
| 1839                 | Le gouverneur Alvarado décrète que tous les étrangers qui ne deviendront pas citoyens mexicains seront expulsés de la Californie mexicaine. |
| 7 avril 1840         | Le général Jose Castro arrête Isaac Graham et 60 conspirateurs dans le cadre d'un complot connu sous le nom d'affaire Graham. 47 sont reconnus coupables. Le sloop de guerre américain St. Louis est envoyé pour désamorcer la situation entre les colons américains et les Californios mexicains. Le navire arrive dans la baie de Monterey le 30 juin. C'est alors le premier navire militaire américain à accoster en Californie. Les Marines américains débarquèrent sur le sol californien, ce qui poussa Castro à libérer des prisonniers. Le sloop quitte la Californie le 5 juillet. |
| 1840                 | Richard Henry Dana Jr.. publie "Deux années sur le gaillard d'avant" dans lequel il décrit son voyage à la voile en Californie mexicaine entre 1834 et 1836. Son livre a été le premier à sensibiliser les Américains de la côte Est à la Californie. |
| mai 1841             | Le général Almonte, ministre mexicain de la Guerre, écrit à Mariano Guadalupe Vallejo, commandant général de Californie, au sujet de l'émigration signalée de 58 familles du Missouri, et donne des ordres stricts selon lesquels tout étranger sera obligé de présenter un passeport ou de quitter le pays. Dans la dépêche, Almonte a également joint une coupure du National Intelligencer (en) concernant "la commodité et la nécessité de l'acquisition des Californies par les États-Unis". Almonte avertit en outre Vallejo de ne faire que peu confiance aux prétendues affirmations des Américains selon lesquelles ils viennent avec des intentions pacifiques. Les immigrants du Texas avaient fait la même fausse déclaration. Malgré cet ordre du Mexique, les Californiens montrent peu de désir de molester la classe respectable des colons des États-Unis. |
| juillet 1841         | L'américain Peter Lassen est arrêté à Bodega Bay pour être entré illégalement en Californie. |
| été 1841             | John C. Frémont prend part à une expédition topographique de l'armée américaine topographical qui vise à arpenter le territoire de l'Iowa. |
| été 1841             | Au cours de l'été 1841, une expédition d'exploration composée de six navires sous le commandement du lieutenant Charles Wilkes atteit la baie de San Francisco, avec des instructions spéciales du gouvernement américain pour effectuer des études minutieuses de ce port. Ainsi, à bien des égards, le peuple et le gouvernement des États-Unis restèrent en contact avec la Californie et ses affaires au début de la décennie commençant en 1840. |
| 4 nov. 1841          | Le groupe Bartleson-Bidwell, dirigé par le capitaine John Bartleson et John Bidwell, arrive dans le ranch de John Marsh, devenant ainsi les premiers émigrants américains à tenter une traversée en chariot du Missouri à la Californie. |
| 4 déc. 1841          | Le Secrétaire à la marine des États-unis, Abel P. Upshur, annonce dans son rapport annuel au Congrès que la protection des intérêts américains en Californie exige une augmentation de la force navale du gouvernement dans le Pacifique. Peu de temps après, il envoie le commodore Thomas ap Catesby Jones prendre le commandement de l'escadron élargi du Pacifique. |
| 19 oct. 1841         | Frémont épouse Jessie Benton, la fille du sénateur américain Thomas Benton du Missouri. |
| 23 oct. 1841         | L'Expédition Wilkes, ou United States Exploring Expedition, arrive à San Francisco à partir de l'Oregon. Elle fait étape sur le chemin de son voyage autour du monde. |
| été 1842             | Frémont mène une expédition pour arpenter la piste de l'Oregon dans ce qui est maintenant le Wyoming. |
| 19 oct.1842          | Prise de Monterey. Après avoir entendu de fausses nouvelles selon lesquelles la guerre avait éclaté entre les États-Unis et le Mexique, le commandant de l'escadre du Pacifique, Thomas ap Catesby Jones, navigue de Lima, au Pérou, avec trois navires de guerre à destination de Monterey, en Californie. L'objectif des Américains est de prendre le contrôle de la capitale avant qu'une prétendue cession britannique puisse être réalisée. Les Américains partent le lendemain, les troupes mexicaines sont libérées et l'équipe de débarquement remonte à bord de ses navires et met les voiles, saluant le drapeau mexicain à la sortie du port. |
| 30 déc. 1842         | Le gouverneur Manuel Micheltorena est envoyé pour remplacer le gouverneur de Californie Alvarado à la demande directe du président Santa Anna après la prise de Monterey. Micheltorena amène avec lui du Mexique un groupe de soldats comprenant des criminels, et que certains appelaient avec dérision "cholos", pour faire appliquer sa politique. |
| 13 mai 1843          | Frémont quitte St. Louis pour mener une expédition vers l'embouchure de la rivière Columbia dans le territoire de l'Oregon. |
| nov. 1843            | L'expédition de Frémont atteint Fort Vancouver. |
| jan. 1844            | L'expédition de Frémont's expedition traverse les Sierras pour atteindre la Californie actuelle. |
| mars 1844            | Frémont atteint Fort Sutter, prés de la ville actuelle de Sacramento. |
| 01 juil. 1844        | Approchant la fin de son voyage de retour, Férmont arrive à Fort Bent, dans ce qui est maintenant le Colorado, après avoir traversé la vallée San Joaquin et le désert du Mojave. |
| 19 fév. 1845         | Après un autre soulèvement des Californios, l'impopulaire gouverneur de Californie, Micheltorena, est vaincu à la bataille de Providencia et quitte la Californie. Le Californio Pío Pico prend le rôle de gouverneur de Californie trois jours après la bataille. Pico est le dernier gouverneur de la Californie mexicaine avant l'invasion des troupes américaines. |
| 04 mars 1845         | James K. Polk est investi président des États-Unis. |
| 21 mars 1845         | Le secrétaire à la Marine, George Bancroft, envoie un message secret au port de Callou, au Pérou, ordonnant au commodore John D. Sloat, commandant de l'escadron du Pacifique de la marine, de se rendre à Mazatlan, sur la côte ouest du Mexique. |
| 12 mai 1845          | La flottille de la marine américaine commandée par le commodore Robert F. Stockton, sur le navire de guerre Princeton, se rend à Galveston pour prendre le pouls de la population locale concernant l'annexion du Texas. |
| Juin 1845            | L'expédition de l'armée suivante de Frémont, approuvée plus tôt dans l'année par le président Polk, quitte Saint-Louis pour une mission d'exploration du Grand Bassin et de la Haute-Californie. |
| Juin 1845            | Le commandant John Sloat reçoit les ordres de Bancroft de se diriger des côtes péruviennes vers les eaux mexicaines. |
| mi-juin 1845         | Le secrétaire à la Guerre, William Marcy, envoie des ordres au général de brigade Zachary Taylor pour déplacer ses 2 000 hommes de Fort Jessup, Louisiane, à Corpus Christi, Texas. En octobre, Taylor commande 3 500 hommes. |
| 04 juil. 1845        | Réunis en convention, les dirigeants de la république du Texas approuvent un traité d'annexion avec les États-Unis. |
| 16 août 1845         | John C. Frémont, à la tête d'une expédition topographique de l'armée américaine visant à étudier le Grand Bassin en Haute-Californie, Bent's Fort, dans l'actuel Colorado |
| oct. 1845            | L'expédition de Frémont's atteint le Grand Lac Salé. |
| 17 oct. 1845         | Le secrétaire d'État James Buchanan envoie un message secret au consul américain Thomas Larkin à Monterey pour lui demander de profiter de tout signe d'agitation parmi les Californiens. |
| 30 oct. 1845         | Le président James K. Polk rencontre le lieutenant Archibald Gillespie pour l'envoyer en mission secrète en Californie. Il part pour Vera Cruz, au Mexique, le 16 novembre, transportant des commandes pour Sloat, des instructions pour Larkin et des lettres pour Frémont. |
| nov. 1845            | Le général José Castro, officier supérieur de l'armée en Californie, publie un décret ordonnant à tous les immigrants américains en Haute-Californie (environ 800) de se rendre à Sonoma pour prêter serment au Mexique et obtenir un permis d'établissement. Vingt Américains se présentent ensuite à Sonoma. |
| nov. 1845            | Le commodore John D. Sloat, commandant de l'escadre du Pacifique de la Marine, alors au large de Mazatlan, au Mexique, est rejoint par le Cyane, qui transporte l'ordre que si Sloat apprenait « sans aucun doute » que la guerre entre les États-Unis et le Mexique avait commencé, il devait s'emparer de la baie de San Francisco et bloquer les autres ports californiens. |
| 11 nov. 1845         | General Castro rend visite au Colonel Mariano Vallejo, commandant de la garnison mexicaine à Sonoma. |
| 16 nov. 1845         | Le Lieutenant Archibald Gillespie quitte Washington pour Vera Cruz, Mexico. |
| 27 nov. 1845         | Les deux parties du groupe de Frémont se retrouvent à Walker Lake, au nord-est de la vallée de Yosemite. |
| déc. 1845            | L'expédition Frémont entre dans la Sacramento Valley. |
| 10 déc. 1845         | Se séparant une fois de plus, Frémont et 16 de ses hommes (dont l'éclaireur Kit Carson) atteignent le Fort de Sutter. |
| 29 déc. 1845         | Le président Polk signe une loi admettant le Texas dans l'Union. Le Mexique refuse de reconnaître l'annexion américaine. |
| jan. 1846            | John Slidell, nommé par Polk, arrive à Vera Cruz avec pour mission de négocier un accord frontalier et, si le Mexique démontrait sa volonté de vendre ses départements du Nouveau-Mexique et de Californie, d'offrir jusqu'à 40 millions de dollars pour ceux-ci. |
| jan. 1846            | Frémont et le plus petit de ses groupes traversent la vallée de San Joaquin jusqu'à Monterey. |
| 27 jan. 1846         | Frémont rend visit à Thomas Larkin, le consul américain à Monterey. Frémont rencontre également José Castro, qui accepte de laisser Frémont hiverner dans la vallée de San Joaquin, loin de la côte. |
| mi-fév. 1846         | Frémont rencontre les 45 autres hommes de son groupe et se rend vers le nord jusqu'à proximité de la mission San José. |
| 05 mars 1846         | Après avoir déplacé son camp à Santa Cruz, Frémont le rapproche à nouveau de Monterey sur la rivière Salinas. Par courrier, le général Castro ordonne à Frémont de partir. Frémont installe alors son camp au pic Gavilan, près de San Juan Bautista. |
| 06 mars 1846         | Le president mexicain José Herrera rejette tous les points de proposés par Slidell à la négotiation. |
| 08 mars 1846         | Le général Castro assemble une force de cavalerie de près de 200 hommes pour affronter Frémont près de San Luis Bautista. |
| 08 mars 1846         | Zachary Taylor déplace son armée de l'autre côté de la rivière Nueces au Texas, que le Mexique considère comme la frontière sud de son département du Texas. |
| 09 mars 1846         | Après avoir reçu un message de Larkin de ne pas s'opposer à Castro, la bande de Frémont quitte Gavilan Peak et se dirige vers le fort de Sutter. |
| mi-mars 1846         | Larkin a envoie un message à Sloat à Mazatlán demandant à l'un de ses navires de venir à Monterey. Sloat envoie le Portsmouth, commandé par John B. Montgomery. Montgomery est chargé de distribuer des exemplaires des constitutions des États-Unis et du Texas en espagnol. |
| 21 mars 1846         | Frémont arrive au fort de Sutter pour préparer une nouvelle expédition vers le territoire de l'Oregon. |
| 28 mars 1846         | La force de Zachary Taylor arrive au Rio Grande près de Matamoros. |
| 30 mars 1846         | Le groupe de Frémont atteint Rancho Bosquejo sur Deer Creek, à 200 milles (320 km) au nord du fort de Sutter. Son plan provisoire est de tracer un itinéraire partant du versant ouest des Cascades à travers le Grand Bassin pour relier le sentier de l'Oregon. (Les historiens ont suggéré qu’il s’agissait d’une tactique dilatoire calculée.) |
| fin mars 1846        | Alarmé par la transgression de Frémont au pic Gavilan, le général Castro convoque un conseil militaire à Monterey. |
| 6 avril 1846         | Le groupe de Fremont commet le massacre de plusieurs centaines d'Indiens sur la rivière Sacramento, actuellement Redding, Californie,. |
| 17 avril 1846        | À Monterey, Larkin rencontre le lieutenant Gillespie, qui est finalement arrivé à Monterey via Honolulu sur le Cyane. |
| 17 avril 1846        | À Monterey, le Mexique publie une proclamation selon laquelle les étrangers non naturalisés ne sont plus autorisés à détenir ou à travailler des terres en Californie et sont passibles d'expulsion. |
| 21 avril 1846        | Le Portsmouth s'ancre à Monterey Bay. |
| 24 avril 1846        | Le président mexicain Mariano Rivera y Arrillaga (qui avait destitué Herrera), après avoir envoyé une armée de 5 000 hommes vers le nord, au Texas, déclare une « guerre défensive » contre les États-Unis. L'armée mexicaine arrive à Matamoros sur le Rio Grande le 24 avril. |
| 25 avril 1846        | Les troupes dirigées par Zachary Taylor et le général mexicain Mariano Arista se battent au nord du Rio Grande. Seize Américains sont tués, après quoi Taylor communique les événements dans un message envoyé à Washington. |
| 08 mai 1846          | Frémont, qui campe alors au lac Upper Klamath dans le territoire de l'Oregon, apprend qu'un militaire (Gillespie) se dirige vers le nord pour l'intercepter. |
| 08 mai 1846          | A Palo Alto sur le Rio Grande au Texas, une bataille d'artillerie dure de 14h30 à la tombée de la nuit. Cinq Américains meurent, 43 sont blessés et plus de 30 Mexicains sont tués. |
| 09 mai 1846          | Frémont a rencontré Gillespie et a reçu des lettres de son épouse Jessie, du sénateur Benton et du secrétaire d'État James Buchanan, ainsi que des messages mémorisés par Gillespie de Polk, Benton et Larkin. |
| 09 mai 1846          | Au Rio Grande, les armées américaine et mexicaine se rencontrent à Reseca de la Palma. L'armée d'Arista est mise en déroute, laissant derrière elle 400 blessés. Trent-trois Américains sont morts, 89 ont été blessés. |
| 09 mai 1846          | President Polk reçoit le message du général Taylor du 25 Avril. |
| 10 mai 1846          | Alors qu'il dormait tôt le matin, le camp de Frémont est attaqué par les Indiens Klamath pedant leur sommeil, tuant trois membres du groupe de Frémont. Le chef Klamath est tué pendant le combat. |
| 12 mai 1846          | Le groupe de Frémont attaque un village de Klamath, tuant 14 Indiens et incendiant les huttes (voir Massacre du lac Klamath (en)). L'expédition fait demi-tour vers la Californie. |
| 13 mai 1846          | Le Congrès des États-Unis vote massivement pour déclarer la guerre au Mexique. Le texte définitif de la déclaration est parvenu en Californie en août. |
| 13 mai 1846          | Le secrétaire à la Guerre envoie l'ordre au colonel Stephen Kearny à Fort Leavenworth, dans l'actuel Kansas, de marcher vers l'ouest pour conquérir et occuper les départements mexicains du Nouveau-Mexique et de la Californie. |
| 18 mai 1846          | L'armée du général Taylor entre au Mexique et occupe Matamoros. |
| 18 mai 1846          | Le commandant Sloat à Mazatlan reçoit des nouvelles détaillées des combats de l'armée de Taylor au Rio Grande. |
| 24 mai 1846          | En route vers le sud, l'expédition Frémont atteint le ranch de Peter Lassen et apprend que le Portsmouth est ancré à Sausalito. Le lieutenant Gillespie est envoyé pour demander des fournitures (8 000 amorces à percussion, 300 livres de plomb pour fusil, un fût de poudre et des provisions de nourriture) à Montgomery et continuer vers Monterey pour informer Larkin que l'expédition retourne à Saint-Louis. |
| 31 mai 1846          | Sloat reçoit des nouvelles fiables des batailles de Taylor du 8 au 9 mai. Ses ordres l'obligent à naviguer vers le nord après avoir appris « sans aucun doute » que la guerre a été déclarée. |
| fin mai 1846         | Alors que les rumeurs circulent selon lesquelles le général Castro masse une armée contre eux, les colons américains de la vallée de Sacramento se regroupent pour faire face à la menace. |
| 30 mai - 8 juin 1846 | Le groupe de Frémont, accompagné de Gillespie et de son escorte, campe aux Buttes, à 95 km (60 milles) au nord du fort de Sutter. Là-bas, ils tuent plusieurs Indiens près de l'actuelle Meridian, en Californie (voir Massacre de Sutter Buttes). |
| début juin 1846      | Estimant que la guerre avec le Mexique est une quasi-certitude, Frémont rejoint les rebelles de la vallée de Sacramento dans un « partenariat silencieux ». |
| début juin 1846      | John Sutter, un Suisse naturalisé mexicain, informe son supérieur immédiat, le général Castro, de la véritable identité de Gillespie et exhorte Castro à envoyer une garnison respectable au nord en cas de troubles. |
| 05 juin 1846         | José Castro rend de nouveau visite à Mariano Vallejo à Sonoma et a récupère des chevaux et des fournitures pour ses hommes du ranch de Vallejo. |
| 07 juin 1846         | Sloat apprend qu'une escadre américaine a bloqué Vera Cruz. |
| 08 juin 1846         | Parmi les colons, William Knight rend visite à William Ide pour rapporter la rumeur selon laquelle « des Espagnols armés à cheval » ont été aperçus dans la vallée. Les deux se rendent au camp de Frémont au nord de Nouvelle-Helvétie. Un autre rapport à Frémont indique que le lieutenant Francisco Arce, l'officier de milice José Maria Alviso et huit hommes armés se trouvent près du fort de Sutter, conduisant un troupeau de 170 chevaux à destination de Santa Clara. |
| 08 juin 1846         | Sloat met le cap sur Monterey à bord de la Savannah. |
| 10 juin 1846         | Quatre hommes du groupe de Frémont et 10 volontaires sont partis pour intercepter Arce, le surprennent et s'emparent du troupeau de chevaux, déclenchant ainsi la rébellion ouverte des Osos. |
| 11 juin 1846         | Les Américains conduisent le troupeau vers le nord jusqu'au camp de Buttes, rassemblant une douzaine de nouveaux volontaires. (L'historien H. H. Bancroft a écrit plus tard que Frémont « avait incité et planifié » le raid à cheval et incité les colons américains indirectement et « prudemment » à se révolter.) |
| 13 juin 1846         | Trente-quatre hommes armés (aucun du groupe de Frémont) partent de Buttes pour s'emparer de la ville de Sonoma, forcer la reddition du colonel Vallejo et ainsi devancer le plan de Castro visant à harceler les colons et à les forcer à quitter le Mexique. Les Osos savent que Sonoma n'a pas de garnison depuis un an et n'a pas de moyens pour en financer une. |
| 14 juin 1846         | Les Osos entrent dans Sonoma à l'aube, se rendent à la Casa Grande de Vallejo et frappent à la porte. Vallejo sert de la nourriture et du cognac aux dirigeants Oso pendant trois heures au cours de laquelle des documents de reddition sont rédigés, avec des dispositions obligeant les Américains à respecter les habitants de la ville et leurs propriétés. Plusieurs Osos rejettent la reddition. Ezekiel Merritt et John Grigsby affirment alors que Frémont a ordonné la capture de Sonoma. William Ide supplie ses camarades insurgés de garder leur calme. Vingt-quatre Osos se tiennent à ses côtés et l'élisent comme chef. William Todd façonne le Bear Flag, qui est ensuite hissé sur la Sonoma Plaza. Dix hommes sont sélectionnés pour escorter quatre prisonniers emmenés de la propriété des Vallejo, dont Mariano Vallejo, jusqu'au camp américain, à 130 km (80 miles) de là. |
| 14 juin 1846         | Frémont et sa bande se rendent au fort de Sutter, qui n'est pas encore au courant de l'issue du raid, pour recevoir les fournitures demandées à Montgomery. |
| 15 juin 1846         | La Convention du territoire de l'Oregon est signée par l'Angleterre et les États-Unis, mettant fin à son occupation conjointe avec l'Angleterre et faisant de la plupart des Oregoniens vivant en dessous du 49e parallèle. des citoyens américains. |
| 15 juin 1846         | William Ide proclame son « Manifeste du Bear Flag ». En une semaine, plus de 70 volontaires américains supplémentaires rejoignent les Osos. |
| 15 juin 1846         | Ide envoie Todd au Portsmouth pour informer Montgomery des événements de Sonoma. Todd demande également wde la poudre à canon, ce qui est refusé. |
| 16 juin 1846         | Les prisonniers et les escortes arrivent au camp de Frémont. Frémont nie toute responsabilité dans le raid. Les escortes emmènent les prisonniers au fort de Sutter. Frémont commenceaa à signer des lettres en tant que « commandant militaire des forces américaines en Californie ». |
| 16 juin 1846         | John Montgomery du Portsmouth à Sausalito envoie une petite équipe de débarquement à Sonoma. Ide, dans son premier acte en tant que commandant en chef, reconduit José Berryessa alcalde pour continuer comme magistrat local. |
| 16 juin 1846         | Todd retourne à Sonoma. Lui et un compagnon sont ensuite chargés de se diriger vers Bodega Bay pour obtenir des armes et de la poudre auprès des colons américains. |
| 17 juin 1846         | Le général Castro et Pío Pico, gouverneur de l'Haute-Californie, condamnent cette prise de pouvoir. |
| 18 juin 1846         | Thomas Cowie et George Fowler sont envoyés à Rancho Sotoyome (près de l'actuel Healdsburg) pour récupérer une cache de poudre à canon auprès de Moses Carson, frère de l'éclaireur de Frémont. |
| 20 juin 1846         | Comme les deux parties reviennent pas, un groupe de cinq hommes obtient de la poudre et apprend également d'un Californien capturé que Cowie et Fowler ont été torturés et assassinés par une patrouille d'« irréguliers » californiens près de Santa Rosa dirigée par Juan Padilla, et que Todd et son compagnon ont été faits prisonniers. |
| 23 juin 1846         | 50 à 60 hommes sous les ordres du capitaine Joaquin de la Torre se rendent à San Pablo et traversent la baie de San Francisco en bateau jusqu'à Point San Quentin. |
| 23 juin 1846         | Menés par Henry Ford, environ 20 Osos se dirigent vers Santa Rosa pour chercher les captifs et les hommes de Padilla. |
| 24 juin 1846         | L'équipe de recherche capture quatre Californiens près de San Antonio et trouve également un corral de chevaux à Olompali, près de l'embouchure de la rivière Petaluma, qui, selon eux, appartient au groupe de Padilla. Lorsqu'ils s'approchent du ranch, ils découvrent environ 50 lanciers californios en uniforme en plus du groupe de Padilla, sous le commandement du capitaine Joaquín de la Torre. Les hommes de Ford ouvrent le feu à distance, tuant un homme et en blessant un autre. Todd et son partenaire s'échappent, tandis que les Californios retournent à San Rafael et les Osos se rendent à Sonoma. La bataille d'Olompali fut le seul combat de la république du Bear Flag. |
| 25 juin 1846         | Après avoir entendu parler de la patrouille de Cowie, Fowler et Ford, Frémont et ses hommes se rendent à Sonoma. |
| 26 juin 1846         | Frémont, Ford et un détachement d'Osos se dirigent vers le sud jusqu'à San Rafael, mais sont incapables de localiser de la Torre et ses Californios. |
| 27 juin 1846         | Deux divisions supplémentaires des troupes du général Castro, totalisant environ 100 hommes, arrivent à San Pablo. |
| 28 juin 1846         | Le général Castro, de l'autre côté de la baie de San Francisco, envoie un bateau jusqu'à Point San Pablo avec un message pour de la Torre. Kit Carson, Granville Swift et Sam Neal se sont rendent à la plage pour intercepter les trois hommes non armés qui ont débarqué. Deux frères jumeaux de 20 ans et le père de José Berryessa ont ensuite été assassinés de sang-froid. |
| 28 juin 1846         | Les hommes de Frémont interceptent un messager avec une lettre informant Castro que de la Torre est sur le point d'attaquer Sonoma. Frémont et ses forces s'y rendent immédiatement, pour trouver les Osos prêts à tirer sur eux à leur approche. |
| 29 juin 1846         | Réalisant qu'il a été trompé, Frémont se précipite vers San Rafael et Sausalito à la poursuite de la Torre et de ses hommes, qui se sont échappés à travers la baie et ont rejoint Castro dans une retraite vers Santa Clara. |
| 01 juil. 1846        | Le navire marchand Moscou transporte Frémont et plusieurs autres de Sausalito au Castillo de San Joaquin, un fort abandonné au sud de l'entrée de la baie de San Francisco, où ils bouchent les trous de contact de dix canons rouillés. |
| 01 juil. 1846        | Sloat atteint le port de Monterey. |
| 02 juil. 1846        | Quelques Osos prennent Yerba Buena sans résistance. |
| 04 juil. 1846        | Les Bear Flaggers, dont Frémont et ses hommes, célèbrent le Jour de l'Indépendance Day à Sonoma. |
| 04 juil. 1846        | Sloat rencontre Larkin à Monterey. |
| 05 juil. 1846        | Les rebelles d'Ide sont au nombre de près de 300. Frémont, Ide et leurs officiers se réunissent pour discuter de stratégie. Frémont annonce qu'une armée disciplinée doit être formée, qu'il se porte volontaire pour commander en combinant ses forces et celles des Osos. Afin de marcher vers le sud et d'engager Castro et tous les autres Californiens, le bataillon californien, comme on l'a appelé, combine le groupe d'exploration initial de Frémont et plus de 200 rebelles, ouvriers de Sutter et Indiens locaux. |
| 05 juil. 1846        | Sloat reçoit un message de Montgomery rapportant les événements impliquant Sonoma et Frémont. |
| 06 juil. 1846        | L'une des quatre compagnies du bataillon californien reste à Sonoma, tandis que les trois autres partent avec Frémont pour le camp près de Sutter's Fort, où elles planifient la campagne contre Castro et les autres Californios. |
| 06 juil. 1846        | Croyant que Frémont agit sur ordre de Washington, Sloat commence à exécuter ses ordres. |
| 07 juil. 1846        | Une équipe de débarquement exige la reddition de Monterey. Un officier d'artillerie responsable refuse. Sloat débarque ensuite 225 marins et marines sur la plage. En quelques minutes, le drapeau américain est hissé et les canons des navires américains ajoutent une salve de 21 coups de canon. Sloat lit sa proclamation de l'annexion de la Haute-Californie aux États-Unis. Un messager est envoyé au général Castro à San Juan Bautista pour lui demander sa reddition. Aucun coup de feu n'a été tiré. |
| 09 juil. 1846        | Castro a répond par la négative. |
| 09 juil. 1846        | À 8 heures du matin, le lieutenant Joseph Warren Revere, avec 70 marins et marines, débarque à Yerba Buena, hisse le drapeau américain, a revendique la baie de San Francisco pour les États-Unis, lit la proclamation de Sloat. Aucun responsable mexicain n'est à Yerba Buena. |
| 09 juil. 1846        | Plus tard dans la journée, Revere répète cette cérémonie à Sonoma Plaza. Le Bear flag est abaissé et le drapeau américain est à sa place. La république du Bear flag, qui a duré 25 jours, prend fin. |
| 10 juil. 1846        | Dans son camp, Frémont reçoit un message de Montgomery au sujet de l'occupation de Monterey et de Yerba Buena par la marine américaine. |
| 12 juil. 1846        | Le drapeau américain flotte au-dessus de Sutter's Fort et de Bodega Bay. |
| 12 juil. 1846        | Le groupe de Frémont, y compris les Bear Flaggers, se rendent en Nouvelle Helvétie, où les attend une lettre de Sloat, décrivant la prise de Monterey et ordonnant à Frémont d'amener au moins 100 hommes armés à Monterey. Frémont amènera 160 hommes. |
| 15 juil. 1846        | Le commodore Robert Field Stockton arrive à Monterey pour remplacer Sloat, 65 ans, aux commandes de l'escadron du Pacifique. Sloat nomme Stockton commandant en chef de toutes les forces terrestres de Californie. |
| 16 juil. 1846        | Frémont hisse le drapeau américain sur San Juan Bautista. |
| 16 juil. 1846        | Le gouverneur Pico publie une proclamation sur l'invasion américaine et un ordre de conscription pour les citoyens mexicains, ce qui permet à environ 100 hommes de se joindre aux forces de Castro. |
| 19 juil. 1846        | Le groupe de Frémont entre à Monterey. Frémont a rencontre Sloat à bord du Savannah. Lorsque Sloat apprend que Frémont a agi de sa propre autorité, il se retire dans sa cabine. |
| 23 juil. 1846        | Stockton rassemble le groupe de Frémont et les anciens Bear Flaggers au sein d'une unité militaire sous le nom de « Bataillon naval de fusiliers volontaires à cheval » avec Frémont aux commandes. |
| 26 juil. 1846        | Stockton ordonne à Frémont et à son bataillon de se rendre à San Diego pour se préparer à se déplacer vers le nord jusqu'à Los Angeles. |
| 29 juil. 1846        | Sloat ordonne la libération de Vallejo et des autres prisonniers du fort de Sutter. Sloat confie le commandement à Stockton et rentre chez lui. Stockton publie une proclamation annexant la Californie aux États-Unis. Le général Castro à Santa Clara commence ensuite à se déplacer vers le sud jusqu'à Los Angeles avec environ 100 hommes. |
| 29 juil. 1846        | Le battaillon débarque et hisse le drapeau américain à San Diego. |
| fin juil. 1846       | Une garnison d'hommes de Stockton hisse le drapeau américain à Santa Barbara. |
| 01 août 1846         | Vallejo, malade et beaucoup plus maigre, est libéré du fort de Sutter. Pendant son confinement, 1 000 de ses bovins et 600 chevaux ont été volés. |
| 01 août 1846         | Les 360 hommes de Stockton's 360 arrivent à San Pedro. |
| 02 août 1846         | Deux représentants de Castro arrivent au camp de Stockton avec un message exprimant la volonté de Castro de négocier la paix. Stockton rejette les termes de la lettre. |
| 07 août 1846         | Stockton écrit un message de réponse à Castro, qui rejette également ses conditions, notamment celle selon laquelle la Californie cesserait de faire partie du Mexique. |
| 09 août 1846         | La Mesa, exprime des doutes sur ses forces et écrit un discours d'adieu au peuple californien. Le gouverneur Pico it le message de Castro au Parlement de Los Angeles, qui a ajourne ensuite les débats sine die. Pico écrit une lettre d'adieu ouverte. |
| 10 août 1846         | Castro et 20 hommes se dirigent vers le fleuve Colorado et atteignent l'État mexicain de Sonora en septembre. Pico part se cacher à San Juan Capistrano pendant un mois et se rend finalement en Basse-Californie et à Sonora. |
| 13 août 1846         | L'armée de Stockton entre à Los Angeles sans opposition. |
| 17 août 1846         | Stockton publie une proclamation annonçant que la Californie fait désormais partie des États-Unis. |
| 22 août 1846         | Stockton envoie un rapport au secrétaire d'État Bancroft selon lequel « la Californie est entièrement libre de la domination mexicaine ». |
| 02 sept. 1846        | Stockton divise la Californie en trois districts militaires. |
| 05 sept. 1846        | Stockton, ses marins et ses marines mettent le cap sur Monterey. |
| 23 sept. 1846        | À Los Angeles, 20 irréguliers californiens dirigés par le capitaine de milice Cerbulo Varela, irrités par l'administration tyrannique de la loi martiale d'Archibald Gillespie, attaquent la caserne de la petite garnison américaine et sont repoussés. |
| 25 sept. 1846        | Les 300 hommes de Stephen Kearny quittent Santa Fe. |
| 27 sept. 1846        | Des miliciens californios et américains s'affrontent à la bataille de Chino. Les Californios capturent 24 Américains dirigés par Benjamin D. Wilson, qui se cachaient au Rancho Santa Ana del Chino, et perdent un tué. |
| 29 sept. 1846        | Les forces rebelles se montent à 300 hommes. Ils exigent la reddition de Gillespie dans un manifeste. Le général José Maria Flores a propose de laisser les Américains repartir indemnes. La garnison de Gillespie se rend et se réfugie dans la baie de San Pedro sur un navire marchand. |
| 01 oct. 1846         | À Yerba Buena, Stockton reçoit la nouvelle de l'insurrection des Californiens armés à Los Angeles et de sa chute imminente. |
| 01 oct. 1846         | Cinquante hommes de Flores prennent San Diego lorsque la petite garnison américaine de moins de 20 hommes se retire. À Santa Barbara, la garnison américaine composée de 10 hommes rend également la ville et s'échappe sous la pression. |
| 06 oct. 1846         | À environ 15 km (10 milles) au sud de Socorro, au Nouveau-Mexique, le groupe express de Kit Carson qui se dirigent vers l'est rencontrent les forces de Kearny se dirigeant vers l'ouest. Après avoir appris que la Californie est facilement tombée, Kearny renvoie 200 de ses 300 hommes à Santa Fe. Kearny ordonne à Carson de guider sa force réduite vers San Diego. |
| 07 oct. 1846         | Le capitaine William Mervine débarque 350 marins et marines à San Pedro. |
| 08 oct. 1846         | La « bataille du Old Woman's Gun » (un canon mexicain de quatre livres) a lieu au nord de Rancho Dominguez entre les forces de Flores et de Mervine ; elle dure moins d'une heure. Quatre Américains meurent et huit sont grièvement blessés dans l'embuscade. Les forces de Mervine retournent dans la baie de San Pedro, d'où le navire de guerre de Mervine part ensuite pour se diriger vers Monterey. |
| 11 oct. 1846         | Frémont et 170 hommes arrivent à Yerba Buena. |
| 12 oct. 1846         | Stockton part pour San Pedro avec ses forces au Congrès. |
| 23 oct. 1846         | Stockton arrive à San Pedro et constate que le navire de Mervine est de retour. Les forces américainesà San Pedro se montent ainsi à 800 hommes. |
| 27 oct. 1846         | Frémont et ses hommes arrivent à Monterey après avoir navigué depuis Yerba Buena afin de rassembler chevaux et volontaires. |
| fin oct. 1846        | La petite garnison américaine qui avait fui San Diego quelques semaines plus tôt débarque à une courte distance de San Diego et reprend le village après avoir tiré avec trois petits canons sur les hommes de Flores. |
| fin oct. 1846        | Stockton et Mervine arrivent à San Diego avec leurs forces pour établir une base d'opérations. |
| 16 nov.1846          | Une escarmouche, la bataille de Natividad, a lieu près de San Juan Bautista entre les troupes du bataillon californien en route vers Monterey et 130 Californiens. Cinq à sept Américains et deux Californiens sont tués. |
| 22 nov.1846          | Les 100 hommes de Kearny apprennent des bergers mexicains que Los Angeles a été enlevée aux Américains. |
| 30 nov. 1846         | Frémont, 430 hommes et 2000 chevaux et mulets partent pour Los Angeles. |
| 02 déc. 1846         | Kearny atteint Warner's Ranch, à 80 km (50 milles) au nord-est de San Diego. |
| 03 déc. 1846         | Stockton reçoit un message de Kearny et envoie Gillespie et une patrouille de 35 hommes à sa rencontre. |
| 05 déc. 1846         | Le groupe de Gillespie rencontre les forces de Kearny, en déplacement de Santa Ysabel à San Pascual (près de la ville moderne de Ramona, en Californie). Gillespie annonce à Kearny que 100 soldats sous les ordres du capitaine Andres Pico (frère cadet du gouverneur déchu) sont postés 15 km (10 milles) plus loin. |
| 05 déc. 1846         | Une patrouille de nuit à cheval composée de huit hommes a bâcle une reconnaissance, avertissant les forces mexicaines de leur présence. |
| 06 déc. 1846         | L'armée de Kearny, composée d'environ 150 hommes, s'approche de San Pascual à l'aube mais se disperse sur plus d'un kilomètre. Les hommes de Pico l'attendent. La bataille commence par erreur lorsqu'un capitaine entend mal un ordre de Kearny et commence une charge, ouvrant des brèches dans la ligne de marche. La bataille dure 30 minutes, dont dix au corps à corps, et se termine lorsque deux obusiers américains situés à l'arrière de la ligne commencent finalement à tirer. Vingt-deux Américains sont morts, dont 20 par coups de lance. Trois officiers américains figurent parmi les morts. Les pertes mexicaines rapportées par Pico sont de 11 blessés ; Kearny rapporte six morts sur le terrain. |
| 07 déc. 1846         | Trois hommes quittent le camp pour délivrer un message à Stockton et sont capturés par Pico alors qu'ils reviennent de San Diego. Kearny, blessé, et ses forces restantes atteignent le lit de la rivière San Bernardo et rencontrent un détachement de lanciers qui ouvrent le feu. Les forces de Kearny gravissent une colline basse (appelée plus tard « Mule Hill » par les soldats) et repoussent les Californiens dans une brève escarmouche, sans aucune perte américaine. Cependant, Pico maintient le siège de la colline assiégée. |
| 08 déc. 1846         | Un échange de prisonniers (un chacun) a lieu ; deux Américains restent prisonniers. |
| 08 déc. 1846         | Un groupe de trois messagers (dont Kit Carson) quitte la colline au crépuscule et se sépare. |
| 08 déc. 1846         | À Yerba Buena, un petit groupe de Californiens s'empare de l'alcade par intérim, le lieutenant Washington Bartlett. |
| 09 déc. 1846         | Un sergent américain blessé à San Pascual meurt de ses blessures à Mule Hill. |
| 09 déc. 1846         | Les trois messagers atteignent San Diego et le commodore Stockton séparément les 9, 10 et 11 décembre. |
| 11 déc. 1846         | Une expédition de secours américaine composée de 215 hommes atteint Mule Hill avant l'aube. |
| 11 déc. 1846         | La force américaine de 350 hommes se rendue au rancho San Bernardo. Pico, avec ses forces renforcées à 250 hommes mais confronté à des effectifs supérieurs, abandonne le terrain avant l'arrivée des Américains, laissant derrière lui le troupeau de bétail de son armée. |
| 14 déc. 1846         | Frémont et le bataillon californien de 428 hommes arrivent à San Luis Obispo et capturent plusieurs responsables locaux qui étaient toujours en contact avec le général Flores. |
| 16 déc. 1846         | Les prisonniers sont libérés afin de faire circuler la nouvelle de la taille écrasante de l'armée de Frémont. |
| 17 déc. 1846         | Frémont reprend sa marche vers Los Angeles. |
| 27 déc. 1846         | Frémont atteint un Santa Barbara déserté et hisse le drapeau américain. |
| 28 déc. 1846         | L'armée de l'Ouest, forte de 600 hommes, dirigée par Kearny, entame une marche de 240 km (150 milles) vers Los Angeles. |
| fin déc. 1846        | Frémont occupe un hôtel près de l'adobe de Bernarda Ruiz de Rodriguez, une riche femme instruite et influente et matriarche de la ville de Santa Barbara, qui avait quatre fils du côté mexicain. Elle demande et obtenu dix minutes du temps de Frémont, qui s'étend sur deux heures ; elle lui indique qu'une paix généreuse serait à son avantage politique – une paix qui incluerait la grâce de Pico, la libération des prisonniers, l'égalité des droits pour tous les Californiens et le respect des droits de propriété. Frémont écrit plus tard : « J'ai découvert que son objectif était d'utiliser son influence pour mettre fin à la guerre, et de le faire selon des conditions de compromis justes et amicales qui rendraient la paix acceptable et durable. pour garder à l'esprit ce plan de règlement, auquel elle influencerait son peuple ; en attendant, elle m'a exhorté à me tenir la main, autant que possible... Je lui ai assuré que je tiendrais compte de ses souhaits lorsque l'occasion se présenterait ",. Le lendemain, Bernarda accompagne Frémont vers le sud. |
| début jan. 1847      | Le général Flores installe son quartier général à San Fernando avec 500 hommes mal équipés. |
| 02 jan. 1847         | Un groupe de marines et de marins américains a affronte une force de 120 Californiens à Santa Clara sous les ordres de Francisco Sanchez. Quatre Californiens sont morts. |
| 03 jan. 1847         | À Yerba Buena, Sánchez accepte un cessez-le-feu. |
| 04 jan. 1847         | La force Stockton-Kearny atteint San Luis Rey. Stockton rejette une proposition de cessez-le-feu envoyée sous un drapeau blanc par le général Flores. Ils se dirigent vers San Juan Capistrano. Un message à Stockton le prévient de la présence de Frémont à Santa Barbara. |
| 05 jan. 1847         | Frémont, près de la mission San Buenaventura avec le bataillon californien et six pièces de campagne, disperse une force de 60 à 70 lanciers californios. |
| 06 jan. 1847         | À Yerba Buena, Sánchez se rend sans condition. |
| 07 jan. 1847         | Flores déplace ses forces vers une falaise d'une quinzaine de mètres haut au-dessus de la rivière San Gabriel, à 20 km (12 milles) au nord-est de Los Angeles. |
| 08 jan. 1847         | L'armée de Stockton s'avance vers la position californienne et commence à traverser la rivière. Les tirs de mousquets et de canons des forces de Flores, handicapés par une poudre de mauvaise qualité, font peu de victimes. Après la traversée et les tirs destructeurs des canons américains, les hommes de Kearny commencent leur charge vers le haut de la colline et les Californiens se retirent. La bataille de Rio San Gabriel a duré deux heures. Deux marins américains ont été tués et 8 hommes blessés. |
| 08 jan. 1847         | Frémont arrive à San Fernando. |
| 09 jan. 1847         | L'armée de Stockton-Kearny reprend sa marche et rencontre une force plus petite des hommes de Flores. Après deux heures et demie de combat, les Américains remportent la bataille de La Mesa, en ne subissant que cinq blessés. L'armée campe alors à trois miles de Los Angeles. |
| 10 jan. 1847         | L'armée entre à Los Angeles sans résistance et Gillespie hisse le drapeau américain sur son ancien quartier général. |
| 11 jan. 1847         | Frémont apprend la réoccupation de Los Angeles. |
| 11 jan. 1847         | Flores confie son commandement à Andres Pico et s'enfuit vers Sonora. |
| 12 jan. 1847         | Bernarda se rend seule au camp de Pico et lui parle de l'accord de paix qu'elle et Frémont ont conclu. Frémont et deux des officiers de Pico acceptent les conditions de reddition, et les articles de capitulation sont rédigés par José Antonio Carrillo en anglais et en espagnol. Les sept premiers articles du traité sont presque textuellement les suggestions proposées par Bernarda Ruiz de Rodriguez. |
| 13 jan. 1847         | Dans un rancho désert à l'extrémité nord de Cahuenga Pass (aujourd'hui North Hollywood), en présence de Bernarda Ruiz de Rodriguez, John Frémont, Andres Pico et six autres personnes signent les articles de capitulation, connus sous le nom de Traité de Cahuenga. Cette trêve officieuse, qui n’a pas le soutien du gouvernement américain et n’a rien à voir avec le gouvernement mexicain, est honorée à la fois par les Américains et par les Californiens. Les combats cessent, mettant ainsi fin à la guerre en Californie,. |
| 14 jan. 1847         | Le bataillon californien entre à Los Angeles sous une tempête de pluie. |
| 15 jan. 1847         | Stockton approuve Traité de Cahuenga dans un message envoyé au secrétaire à la Marine Bancroft. |
| 14 sept.1847         | L'armée américaine prend d'assaut le château de Chapultapec à Mexico. C'est la dernière action militaire majeure de la guerre. En gagnant la guerre, 13 000 Américains sont morts au cours des 17 mois, dont 1 700 des suites de blessures subies au combat. 11 300 autres sont morts, principalement de maladie. |
| 2 fév. 1848          | Le traité de Guadalupe Hidalgo est signé à Mexico. |